# Hilary Putnam
Hilary Whitehall Putnam (31 tháng 7 năm 1926 – 13 tháng 3 năm 2016) là một nhà triết học, toán học, và khoa học máy tính Hoa Kỳ gốc Do Thái, người có vai trò trung tâm trong triết học phân tích kể từ những năm 1960, đặc biệt trong lĩnh vực triết học tinh thần, triết học ngôn ngữ, triết học toán học, và triết học khoa học. Ông được biết đến cho sự bằng lòng áp dụng những xem xét lại công bằng đối với những lập trường triết học của chính ông so với của người khác, đặt chúng vào sự phân tích kĩ lưỡng cho đến khi ông phơi bày những thiếu sót của chúng. Kết quả là ông nhân được danh tiếng từ việc thay đổi thường xuyên quan điểm triết học của mình. Sinh thời, ông là giáo sư danh dự trường Cogan ở Đại học Havard.